# Matei Bejenaru
Matei Bejenaru (n. 23 noiembrie 1963, Suceava, România) este un artist vizual contemporan și cadru didactic la Universitatea de Arte George Enescu din Iași.

## Biografie
Matei Bejenaru s-a născut în Suceava. A urmat cursurile Institutului Politehnic din Iași (1983-1988), apoi Institutul de Artă din Iași (1990-1996) și doctoratul la Universitatea „Alexandru Ioan Cuza” din Iași (2001-2006).
Din 1997 a organizat la Iași evenimentul Periferic, devenit între timp Bienală Internațională de Artă Contemporană, ajunsă în anul 2008 la a 8-a ediție (fiind și ultima organizată).Este membru fondator al asociației culturale Vector, având ca scop promovarea și cercetarea artei contemporane.

## Expoziții

### Expoziții personale
- „Mehr Chancen für Unsere Jügend” - Kulturkontakt Gastatelier, Viena, 2002[9]
- Galeria Nouă, București, 2005
- Galeria Posibilă, București, 2007
- „Double Stereo” (împreună cu Yves Robuschi), Galerie ESERP, Tourcoing, Franța, 2009
- Galeria Cupola, Iași, 2009[10]
- „Proiect” - Muzeul Bruckenthal, Sibiu, 2011
- „Lupta cu inerția” - Galeria Andreiana Mihail, București, 2011

### Expoziții de grup
- „Transferatu” - Ifa Galerie, Berlin, 2000
- Bienala de la Veneția, 2001
- „Check-in-Europe. Reflecting Identities in Contemporary Art”, München, 2006
- Bienala de la Taipei, Taiwan, 2008
- „Critical Point”, Vector Association, Frieze Projects, Londra, 2010
- „Over the Counter”, Muzeul Mücsarnock, Budapesta, 2010
- Bienala mediteraneeană de la Haifa, Israel, 2010
- „Artists' Film Club”, Londra